# Alberto Clò
Alberto Clò (ur. 26 stycznia 1947 w Bolonii) – włoski przedsiębiorca, ekonomista i nauczyciel akademicki, profesor, w latach 1995–1996 minister.

## Życiorys
Absolwent nauk politycznych na Uniwersytecie Bolońskim (1970). W 1972 ukończył szkołę podyplomową Scuola Enrico Mattei. Zajął się działalnością akademicką na macierzystej uczelni. Wykładał później na uniwersytetach w Trydencie i Modenie. W 1987 powrócił do Bolonii, obejmując stanowisko profesora. W 1980 współtworzył czasopismo naukowe „Energia”. Od pierwszej połowy lat 70. wchodził w skład różnych ministerialnych komisji doradczych. Jednocześnie od 1972 pracował dla koncernu gazowo-petrochemicznego Eni, początkowo w dziale studiów ekonomicznych. Później powoływany w skład organów zarządzających przedsiębiorstw sektora energetycznego.
W 1978 w jego bolońskim domu doszło do spotkania grupy wykładowców z udziałem m.in. Romana Prodiego, która, powołując się na „seans spirytystyczny”, przekazała wskazówki dotyczące miejsca przetrzymywania porwanego Alda Moro.
Od czerwca 1995 do maja 1996 sprawował urząd ministra spraw wewnętrznych w rządzie Lamberta Diniego. W tym samym gabinecie pełnił też obowiązki ministra handlu zagranicznego.
Po odejściu z rządu obejmował m.in. stanowiska prezesa bolońskiego portu lotniczego (1998) i dyrektora Eni (1999). Dołączał też do rad dyrektorów w przedsiębiorstwach Atlantia, Italcementi, De Longhi i innych.
Odznaczony Orderem Zasługi Republiki Włoskiej klasy I (1996).